# Gastromyzon cornusaccus
 Gastromyzon cornusaccus és una espècie de peix de la família dels balitòrids i de l'ordre dels cipriniformes.

## Morfologia
Els mascles poden assolir els 4,9 cm de longitud total.

## Distribució geogràfica
Es troba a Sabah (Malàisia).